# 2MASS J03370359-1758079
2MASS J03370359-1758079 ist ein Brauner Zwerg im Sternbild Eridanus. Er wurde 2000 von J. Davy Kirkpatrick et al. entdeckt. Er gehört der Spektralklasse L4,5 an.